# Liste des choix de repêchages du Mammoth de l'Utah
Cette liste contient tous les joueurs de hockey sur glace ayant été repêchés par le Mammoth de l'Utah, franchise de la Ligue nationale de hockey. Les joueurs listés ci-dessus n'ont pas obligatoirement joué un match avec l'équipe.
Elle regroupe les joueurs depuis le repêchage de 2024 organisé par la LNH en 2024-2025, lors de la première saison de la franchise (qui évoluait pour cette saison sous l'appellation de Club de hockey de l'Utah), jusqu'à aujourd'hui. Les joueurs sont classés par année de repêchage. Les deux premières colonnes donnent le rang et le tour duquel le joueur a été repêché suivis de son nom, de sa nationalité et de sa position de jeu,.

## Les repêchages d'entrée

### 2024

#### Sous le nom duClub de hockey de l'Utah
| No  | Tour | Nom            | Nationalité | Position  |
| --- | ---- | -------------- | ----------- | --------- |
| 6   | 1er  | Tij Iginla     | Canada      | Centre    |
| 24  | 1er  | Cole Beaudoin  | Canada      | Centre    |
| 65  | 2e   | Will Skahan    | États-Unis  | Défenseur |
| 89  | 3e   | Tomas Lavoie   | Canada      | Défenseur |
| 96  | 3e   | Veeti Vaisanen | Finlande    | Défenseur |
| 98  | 4e   | Gregor Biber   | Autriche    | Défenseur |
| 103 | 4e   | Gabe Smith     | Canada      | Centre    |
| 135 | 5e   | Owen Allard    | Canada      | Centre    |
| 153 | 5e   | Aleš Čech      | Tchéquie    | Défenseur |
| 167 | 6e   | Vojtěch Hradec | Tchéquie    | Centre    |
| 190 | 6e   | Ludvig Lafton  | Norvège     | Défenseur |

### 2025
| No  | Tour | Nom                    | Nationalité | Position      |
| --- | ---- | ---------------------- | ----------- | ------------- |
| 4   | 1er  | Caleb Desnoyers        | Canada      | Centre        |
| 46  | 2e   | Max Pšenička           | Tchéquie    | Défenseur     |
| 78  | 3e   | Štěpán Hoch            | Tchéquie    | Ailier gauche |
| 110 | 4e   | Iegor Borikov          | Biélorussie | Ailier droit  |
| 142 | 5e   | Ivan Tkatch-Tkatchenko | Russie      | Gardien       |
| 174 | 6e   | Ludvig Johnson         | Suisse      | Défenseur     |
| 182 | 6e   | Reko Alanko            | Finlande    | Défenseur     |